# Camptoloma carum
Camptoloma carum är en fjärilsart som beskrevs av Kishida. Camptoloma carum ingår i släktet Camptoloma och familjen björnspinnare. Inga underarter finns listade i Catalogue of Life.